# Moamba (distrito)
Moamba é um distrito de Moçambique situado na parte norte da província de Maputo. A sua sede é a vila de Moamba.
Tem como limites geográficos, a norte o rio Massintonta que o separa do distrito de Magude, a sul o distrito de Namaacha, a este os distritos de Manhiça e Marracuene e a oeste uma linha de fronteira artificial com a província sul-africana de Mpumalanga.
O distrito apresenta uma configuração de triângulo com no sentido norte-sul, uma extensão 150  km compreendida entre Panjane, junto ao Rio Massintonta e a ribeira de Mavene, e no sentido leste-oeste, uma extensão de 61 km no paralelo de Sabié.
O distrito de Moamba tem uma superfície de 4 628 km² e uma população de 56 746 habitantes, de acordo com o censo de 2007. Este número corresponde a uma densidade populacional de 12,3 habitantes/km² e corresponde a um aumento de 30,7% em relação aos 43 396 habitantes registados no censo de 1997.

## Divisão Administrativa
O distrito está dividido em quatro postos administrativos (Moamba, Pessene, Ressano Garcia e Sabié), compostos pelas seguintes localidades:
- Posto Administrativo de Moamba:
  - Vila de Moamba
  - Moamba
  - Muzongo
- Posto Administrativo de Pessene:
  - Mahulana
  - Pessene
  - Vundiça
- Posto Administrativo de Ressano Garcia:
  - Regue
  - Vila de Ressano Garcia
  - Ressano Garcia
- Posto Administrativo de Sabié:
  - Macaene
  - Malengane
  - Matunganhane
  - Sabié